# レッド・アンド・ホワイト・フリート

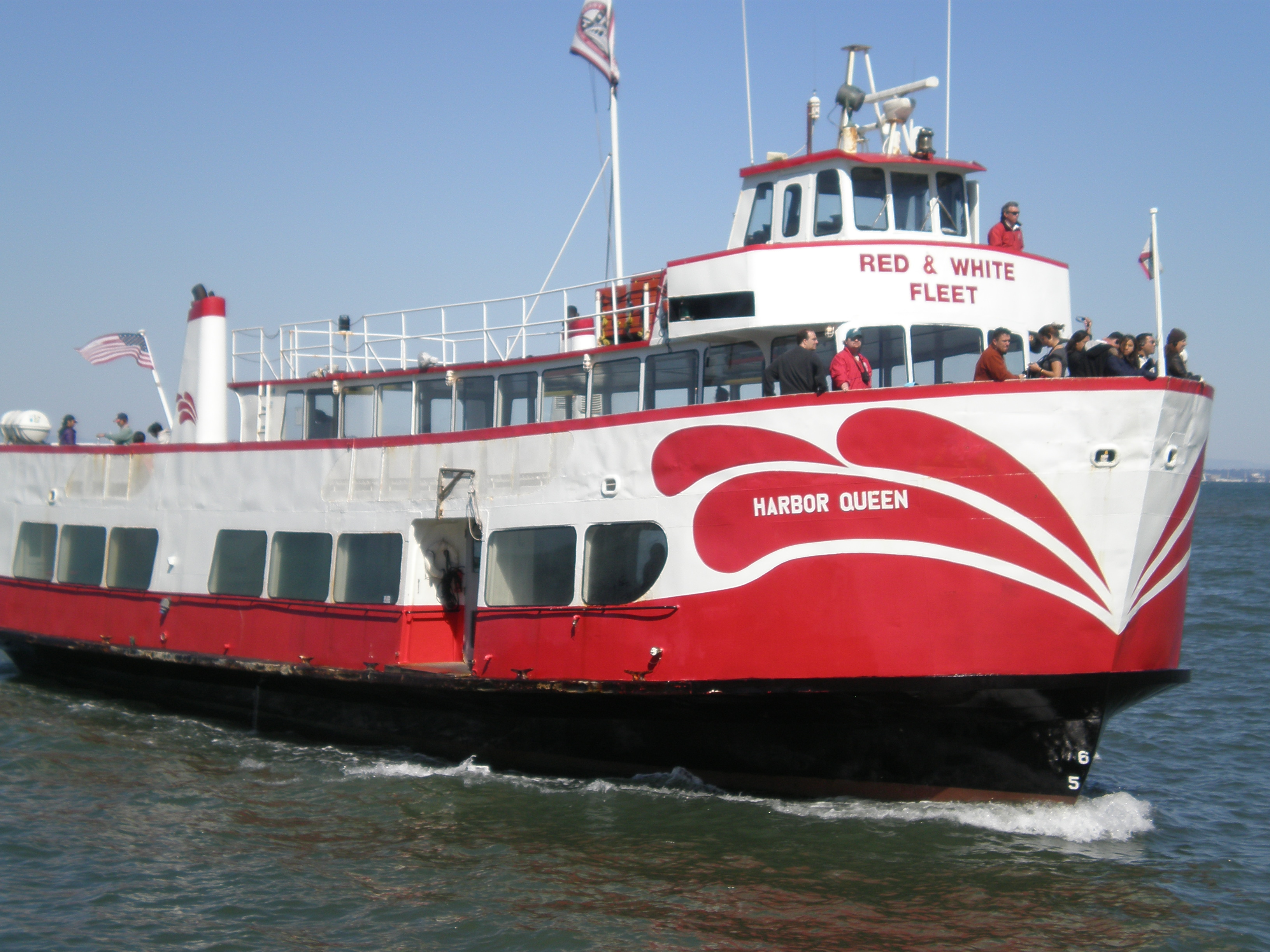
入港するハーバー・クイーン号

レッド・アンド・ホワイト・フリート（Red & White Fleet）は、アメリカ合衆国カリフォルニアのサンフランシスコ・ベイエリアでフェリーツアーを運行している会社。1892年設立。
フィッシャーマンズ・ワーフを中心にゴールデンゲートブリッジ、アルカトラズ島など、サンフランシスコの名所を網羅したオリジナル観光ツアー、16カ国語でのガイドサービスを提供している。